# Раду XI Илияш
Раду Илияш е само определен от османския султан Мурад IV за господар на Влашко. През август-септември 1632 г. не успява да заеме мястото си.
Не успява понеже Матей Басараб с подкрепата на трансилванския владетел Дьорд I Ракоци и бейларбея на Силистрия – разбива армията му в битка при манастира Плумбуйта на 30 октомври 1632 г. 